# Abralia andamanica
Abralia andamanica är en bläckfiskart som beskrevs av Goodrich 1896. Abralia andamanica ingår i släktet Abralia och familjen Enoploteuthidae. Inga underarter finns listade i Catalogue of Life.